# Не умирай (песен на Дони и Момчил)
Не умирай е четвърта песен от албума „Албумът“ на българския поп-рок дует Дони и Момчил, издадена през 1993 година. През 1995 година е представена във видео компилацията „Акустичният концерт“, а през 2003 година излиза в ремикс албум „Баладите“.

## Изпълнители
- Добрин Векилов – музика
- Момчил Колев – вокал, музика, аранжимент

## Текст
Спят слънцата в мен,

чезнат всички светлини,

спят земята и очите

не заспивай, не изчезвай.

Сънувам уморен,

отлитат бели мечти,

мълчат луната и звездите,

не умирай, не изчезвай.

Не заспивай сама,

нека двама да изчезнем

в мрака черен,

нека двама се превърнем в мрак

не умирай сама,

нека двама да влезнем в мрака черен,

нека всичко да превърнем в мрак

не умирай сама,

нека двама да влезем в мрака черен,

нека всичко да превърнем в мрак,

всичко да превърнем в мрак,

всичко да превърнем в мрак,

всичко да превърнем в мрак (х2).